# るのバス

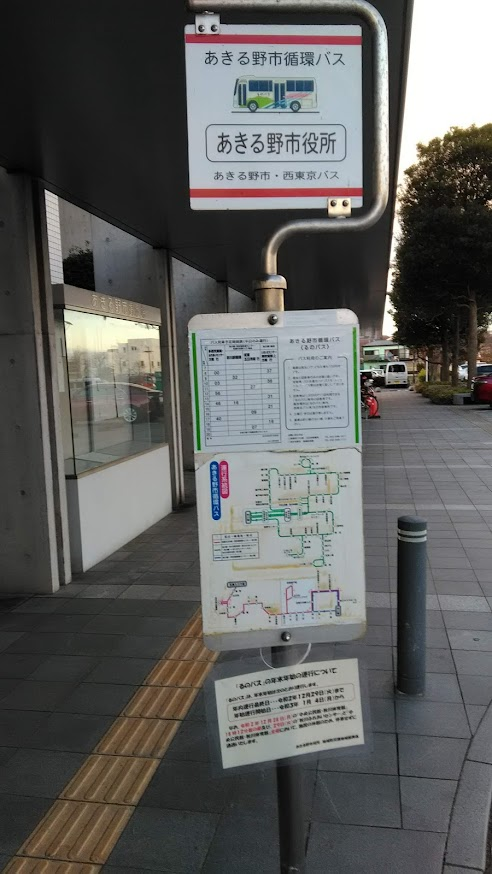
「るのバス」専用停留所（あきる野市役所）

るのバスは、東京都あきる野市が運行するコミュニティバス。
2000年（平成12年）10月2日に運行が開始され、西東京バス五日市営業所に運行を委託している。

## 概要

### 運行開始
秋川市と五日市町が1995年（平成7年）9月1日に合併して「あきる野市」となってから5年後の2000年（平成12年）10月2日に運行を開始した。あきる野市内の公共交通空白地域と市内の一般路線バスが廃止・減便された地域の公共交通を補うことを目的としたもので、開業当初はあきる野市役所（現：あきる野市役所秋川庁舎）を起点として旧・秋川市周辺に路線網を有していた。その後、市民の要望を受けて利便性向上のため、市内の中心駅でもある秋川駅を起点とする経路へ変更され、さらに旧・五日市町周辺への延長運行も行われて現在に至る。
2012年（平成24年）11月1日にダイヤ改正および経路変更を実施し、旧・五日市町周辺ではさらなる利便性向上を図るため、武蔵増戸駅などが経由地として新たに追加された。

### 増発・増便実証実験
「るのバス」に対する市民の要望は、次第に増発・増便を求める声が多数挙がるようになった。これを受けてあきる野市は、2022年（令和4年）3月1日から「『るのバス』増発・増便実証実験」を開始した。これは従来からの専用車両を1両から2両に増やして増便すると共に、増発便では所要時間を短縮した便を設定して利便性を向上させるもので、既存便と増発便の乗り継ぎ制度も設定している。その結果、実証実験の期間を終了と共に2025年（令和7年）4月から本格運用へ移行した。
ただし車両の更新（EV車両2台体制による走行距離問題など）や運転手不足の問題から、今後は一部停留所の休止などのサービス低下や、新たに東秋留駅前とイオンモール日の出を経由するなどの経路変更などが予想されており、最終的な再編は委員会での今後の課題として引き続き協議している。

## 運行内容

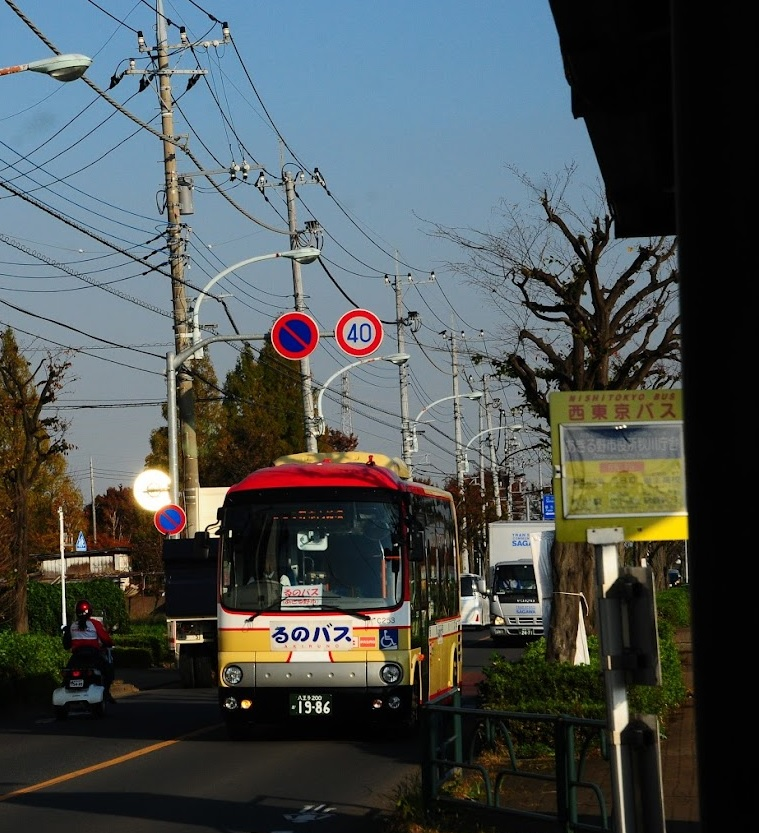
西東京バス標準色の日野・ポンチョによる代走

運行日は平日のみで、土曜・休日と年末年始は全便運休する。
ただし土曜・休日に関してはあきる野市が主催する各種イベント開催時に通常ダイヤで運行される場合があり、その際は停留所やイベントのチラシ、あきる野市ホームページなどで告知されるので確認されたい。使用される車両は基本的には専用塗装の小型車が充当されるが、車両故障や整備点検時などには通常の西東京バス標準色の同型車が充当され、その場合は「るのバス」であることを示す表示が車体などに提出される。
運賃は全区間一律100円で、未就学児は無料、秋川駅で他のコースのバスへに乗り換えする場合駅で降りる際に乗り継ぎ券を発行してもらい無料で乗り継ぐ事が可、「東京都シルバーパス」「PASMO・Suicaなどの交通系ICカード」「西東京バスの金額式IC定期券」は利用できない。車内および西東京バス五日市営業所で「るのバス」専用の回数券を発売している。「るのバス」の一日乗車券や定期券の設定は無い。2008年（平成20年）より、運転免許証を自主返納した65歳以上の市民を対象に期限付きの無料乗車証を発行している。2011年（平成23年）3月に発生した東日本大震災(一部の他の大規模震災避難者も含め)による市内への避難者に対する支援として、「るのバス」の運賃と市内の公共施設利用料が無料となる「あきる野市避難者支援サービス『グリーンハートカード』」を発行、サービスの提供は、2024年3月31日までを予定
るのバスでは、基本的に専用の停留所が設置されているが、西東京バスの一般路線と並走する箇所においては共用となっており、あきる野市ホームページ内にある時刻表に「★」印がある停留所が該当する。各路線の起点は秋川駅だが、西東京バス五日市営業所との出入庫を回送で行う関係上、始発と終着は武蔵五日市駅となっており、秋川駅を終点と表記していても引き続き別路線の乗り越しが可能となっている。また、あきる野市役所の停留所は一般路線は五日市街道沿いにある停留所だが、「るのバス」は市役所構内の正面玄関前に設置されているので注意が必要である。

## 現行路線
運行経路の詳細や路線図などについては、あきる野市公式サイト「るのバス」を参照されたい。時刻表には、秋川駅到着後にどの路線に向かうのかが番号順に振られている。なお、各路線に路線名などは付けられていない。

### 秋川駅 - 武蔵五日市方面
- 秋川駅 - 秋川キララホール入口 - 日の出福祉園前 - 阿伎留医療センター - 武蔵引田駅入口 - 山田 - 武蔵増戸駅 - 五日市ファインプラザ - 伊奈新宿 - 小和田グランド前 - 上町 - 五日市出張所 - 五日市 - 武蔵五日市駅
- 武蔵五日市駅 → 五日市 → 上町 → 小和田グランド前 → 伊奈新宿 → 五日市ファインプラザ → 武蔵増戸駅→ 山田 → 武蔵引田駅入口 → 阿伎留医療センター → 日の出福祉園前 → 秋川キララホール入口 → 秋川駅

秋川駅から五日市線沿いに西進して武蔵五日市駅方面へ向かう路線で1日5便が運行される。秋川駅発が昼から夜間に、武蔵五日市駅発が早朝から昼までと夕方に1便が運行されるが、武蔵五日市駅発の早朝2便は五日市出張所付近がスクールゾーンとなるため経由しない。

### 草花方面
- 秋川駅 → あきる野市役所 → 菅瀬橋 → 若宮 → 小宮久保上 → 松山橋 → 草花台パークハイツ → 花ノ岡陸橋 → 秋川ふれあいセンター → あきる野市役所 → 秋川駅

### 引田方面
- 秋川駅 → 秋川キララホール入口 → 日の出福祉園前 → 阿伎留医療センター → 武蔵引田駅入口 → 渕上 → 代継 → 秋川駅

### 小川方面
- 秋川駅 → 雨間 → いきいきセンター → 雨間 → 野辺郵便局 → 野辺南 → 小川 → 睦橋 → 小川 → 野辺南 → 二宮神社 → 東秋留駅上 → ファーマーズセンター → あきる野市役所 → 秋川駅

## 車両
専用塗装の小型車が使用されるが、車両故障や整備点検時には西東京バス標準色の小型車が代走する。
専用車は塗装が「るのバス」専用塗装になっている他は、整理券発行機や運賃表示機などの車内設備は西東京バスの他の車両と同様である。「るのバス」では交通系ICカード（導入するかは検討中）が利用できないが、それでも読み取り機が設置されたままになっているのは、土曜・休日に瀬音の湯方面などの路線において、るのバス専用車が他の臨時便に利用される場合もあるためで、反対に西東京バス標準塗装の車両による代走時には中扉付近に設置されている読み取り機にカバーがかけられて使用できない状態となっている。
上述の「るのバス増発・増便」実証実験の車両は、西東京バス標準色の小型車（日野・ポンチョ）に「実証実験便」と掲示して運用している。

### 現行車両
- 日野・ポンチョ（2ドアロングボディ）

2011年（平成23年）8月16日に運行を開始した、定員33名（座席：12、立席：21）のノンステップバスである。バリアフリー対応のために初代車両の日野・リエッセから代替された。
- BYD小型電気バス「J6」（1ドア）

2024年（令和6年）3月26日に初披露体験乗車会が開かれ、4月から本格運行を開始した電気バスである。一般路線バスと同様にEV車両での運行を目指して導入されたものだが、現状では主に増発便の一部で運行される。なお、走行距離の問題から一部の増発便や車両点検時には一般塗装のポンチョなどが運行利用される事が多い。

### 過去の車両
| 初代車両(C220) |  | 初代車両の代走で使用された西東京バス標準色のリエッセ (C20351) |
| 初代車両(C220) |  | 初代車両の代走で使用された西東京バス標準色のリエッセ (C20351) |

- 日野・リエッセ

2000年（平成12年）10月2日の開業時に導入された初代車両で、中扉は折戸だが車椅子用のステップリフトは装備されていなかった。ただし代走時に使用された西東京バス標準色のリエッセには装備されており、右記の画像で中扉付近の窓枠が若干異なるのがわかる。2011年（平成23年）にバリアフリー化を図るため、現行の日野・ポンチョに代替・除籍された。